# Prix Gémeaux du meilleur premier rôle féminin
Le prix Gémeaux du meilleur premier rôle féminin est une récompense télévisuelle remise par l'Académie canadienne du cinéma et de la télévision entre 1987 et 2011.

## Palmarès

### Dramatique
- 1987 - Muriel Dutil, Avec un grand A (épisode Marie et François) (Radio-Québec)
- 1988 - Markita Boies, Le Lys cassé (Nanouk Films)
- 1988 - Paule Baillargeon, Les Voisins (Radio-Québec)
- 1989 - Marie Tifo, T’es belle Jeanne (Productions Vidéofilms)
- 1990 - Marina Orsini, L'Or et le Papier (Productions du Verseau)
- 1991 - Marina Orsini, Les Filles de Caleb (Cité-Amérique Cinéma Télévision)
- 1992 - Rita Lafontaine, L'Homme de rêve (Productions Vidéofilms)
- 1993 - Jacqueline Barrette, Madame La Bolduc (Productions Dix-Huit)
- 1994 - Marie-Renée Patry, Les Grands Procès (épisode La femme Pitre)
- 1995 - Andrée Lachapelle, Célimène et le Cardinal (Productions Pixart)
- 1996 - Nicole Leblanc, Avec un grand A (épisode L'Étrangleuse) (Radio-Québec)
- 1997 - Élise Guilbault, Les Bâtisseurs d'eau (épisode 4) (Communications Claude Héroux International)
- 1998 - Isabel Richer, L'Ombre de l'épervier (épisode 12) (Verseau International)
- 1999 - Micheline Lanctôt, Le Polock (épisode 3) (Productions Vidéofilms)
- 2000 - Sophie Lorain, Fortier (épisode 10) (Aetios Productions)
- 2001 - Céline Bonnier, Tag (épisode 10) (Motion International)
- 2002 - Julie McClemens, La Vie, la vie (épisode Réalité ou fiction) (Cirrus Communications/ Lux Films)
- 2003 - Céline Bonnier, Tag (épisode 16 L'épilogue) (Zone3)
- 2004 - Geneviève Rioux, Simonne et Chartrand (épisode L'Insurrection (1970-1971)) (Productions Vidéofilms)
- 2006 - Sylvie Léonard, Vice caché (Productions Sphère Média)
- 2011 - Maude Guérin, Toute la vérité (épisode 15)

### Série dramatique ou comédie
- 1988 - Sylvie Bourque, Lance et compte II (Communications Claude Héroux)
- 1988 - Andrée Boucher, Des dames de cœur (Radio-Canada)
- 1988 - Angèle Coutu, L'Or du temps (Télé-Métropole)
- 1989 - Sylvie Léonard, L'Héritage (Radio-Canada)
- 1990 - Geneviève Bujold, Les Noces de papier (Productions du Verseau)
- 2010 - Marie-Joanne Boucher, Providence

### Téléroman
- 1991 - Angèle Coutu, Jamais deux sans toi (série télévisée) (Radio-Canada)
- 1992 - Angèle Coutu, Jamais deux sans toi (Radio-Canada)
- 1993 - Angèle Coutu, Jamais deux sans toi (Radio-Canada)
- 1994 - Louise Portal, Graffiti (Radio-Québec)
- 1995 - Hélène Loiselle, Sous un ciel variable (Radio-Canada)
- 1996 - Louise Portal, Graffiti (épisode Le choix des armes) (Radio-Québec)
- 1997 - Dominique Pétin, Sous un ciel variable (épisode Le Lendemain de la querelle Lyne/Réjean) (Radio-Canada)
- 1998 - Danielle Proulx, Sous le signe du lion (épisode 9) (Productions SDA)
- 1999 - Rita Lafontaine, Le Retour (JPL Production)
- 2000 - Rita Lafontaine, Le Retour (JPL Production)
- 2001 - Marie-Thérèse Fortin, Le Monde de Charlotte (épisode F. au bord de la crise de nerfs) (Sphère Média)
- 2002 - Marie-Thérèse Fortin, Le Monde de Charlotte (épisode Le poids de l’histoire) (Sphère Média)
- 2004 - Guylaine Tremblay, Annie et ses hommes (épisode 33) (Sphère Média Plus)
- 2009 - Marie-Joanne Boucher, Providence
- 2011 - Marie-Chantal Perron, Destinées

### Téléroman ou comédie
- 2003 - Lynda Johnson, Rumeurs
- 2011 - Anne Casabonne, La Galère

### Comédie
- 2004 - Louison Danis, Les Bougon, c'est aussi ça la vie!
- 2005 - Anne Dorval, Le cœur a ses raisons
- 2006 - Anne Dorval, Le cœur a ses raisons
- 2007 - Suzanne Clément, Les Hauts et les Bas de Sophie Paquin
- 2008 - Suzanne Clément, Les Hauts et les Bas de Sophie Paquin